# 列夫·谢多夫
列夫·利沃维奇·谢多夫（俄語：Лев Львович Седов；1906年2月24日—1938年2月16日），他是苏联领导人列夫·托洛茨基和他第二任妻子娜塔莉亚·谢多娃的长子。

## 生平
在列夫·谢多夫出生的时候，他的父亲列夫·托洛茨基因参加1905年俄国革命而面临终身监禁。
1917年俄国十月革命后，谢多夫为了避免因身为高干子弟受到特殊照顾而与父母分开生活。他于1925年结婚，并于次年生了一个儿子取名为列夫。谢多夫支持他的父亲与约瑟夫·斯大林的斗争，他凭借自身的才华逐渐亦成为托洛茨基主义运动的领袖。

### 留学柏林
1929年，谢多夫随父母一同踏上流亡生涯，1931年移居柏林求学，犹太出版商亚历山德拉·拉姆-普费姆费尔特和她的丈夫弗朗茨·普费姆费尔特为他准备了签证，并安排了一位眼科专家来治疗其患有的眼病。普费姆费尔特的小说家朋友卡尔·斯特恩海姆在此期间结识了谢多夫，并形容他是一个非常漂亮的年轻人，他有着浅棕色的头发和蓝色的眼睛，但非常喜欢抽烟。谢多夫在这段时间通常用法语进行日常交谈，因为他几乎不会说德语。

### 托洛茨基集团
1932年，谢多夫帮助父亲托洛茨基与苏联国内的反斯大林主义派系展开秘密合作，他们组建了一个反对派政治集团，并通过老布尔什维克戈尔茨曼（谢多夫在信中称其为线人）与伊万·斯米尔诺夫等原左翼反对派成员保持联系。谢多夫表明他比托洛茨基更热衷于走直接的武力路线，他说：“在一切前提之上，我们首先必须打倒现在的领导层并将斯大林赶下台，只有清算他们才能彻底赢得胜利。”然而该集团于1933年被斯大林镇压。

### 流亡巴黎
在纳粹党元首阿道夫·希特勒上台前夕，谢多夫于1933年初搬到巴黎在那里他作为一名巴黎劳工领导当地的劳工运动。他成为托洛茨基主义运动在法国的重要活动家，苏联内务人民委员部的特务经常尾随并监视他。1935年至1938年期间，谢多夫和他的搭档珍妮·马丁一起收留了他的小侄子埃斯特班·沃尔科夫（谢多夫已故的同父异母的妹妹吉娜的儿子）。

## 离奇死亡

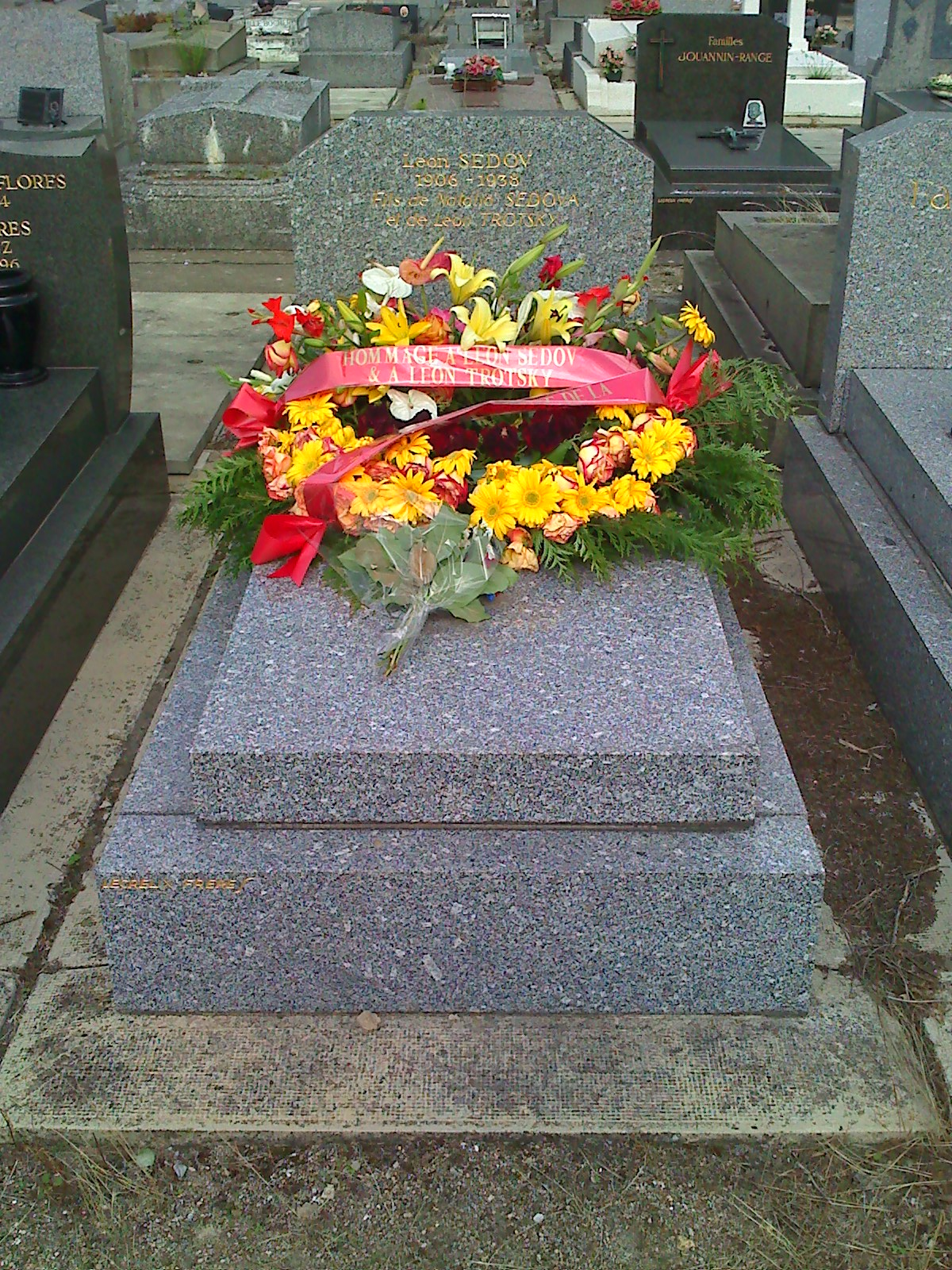
位于巴黎的列夫·谢多夫墓

1938年2月，谢多夫因急性阑尾炎发作而被他组织的同志马克·兹博罗夫斯基（实际上是内务人民委员部的间谍）送到了当地一家与苏联情报部门有联系的私人诊所进行手术。与此同时，兹博罗夫斯基也将这一情报通知了他内务人民委员部的上级；诊所的医生对谢多夫进行了阑尾切除术，但手术后出现了并发症，谢多夫显然没有受到进一步的应急处理，他随后被送往巴黎的一家医院并在那里去世。
一些分析过此事的历史学家认为，谢多夫是被在巴黎监视他的斯大林特工蓄意谋杀的，或者是在手术期间，或者是通过给他下毒造成了他在住院时死亡。1994年，当时负责策划海外暗杀计划的原苏联内务部中将帕维尔·苏杜普拉图夫却在他的回忆录《特殊任务》中声称，苏联特工与谢多夫之死无关。1956年，兹博罗夫斯基在美国参议院小组委员会作证时称，他曾向内务人民委员部报告谢多夫进入诊所的消息，并确认了他最终的死亡。

## 著作
列夫·谢多夫的主要作品是1936年出版的《莫斯科审判红皮书》，他在书中详细分析了莫斯科审判期间荒唐和不实的全过程。谢多夫声称这是对审判所试图掩盖的罪恶的一次充分揭露，托洛茨基本人将该著作描述为“无价的礼物……是对克里姆林宫造假者们来说第一次令人沮丧的回应”。